# صمام أشعة سينية
يعتبر صمام الأشعة السينية أو أشعة إكس من الصمامات الأشعة الكاثودية التي تسمى أحيانا صمامات أشعة مهبطية. وأول من اكتشفها هو العالم الألماني رونتجن أواخر القرن التاسع عشر، وحصل بهذا الاكتشاف على أول جائزة نوبل للعلوم عام 1901.

## أنتاج الأشعة السينية
تصدر الاشعة السينية بطريقتين:

رسم توضيحي لصمام الأشعة السينية : (K: المهبط مصدر الإلكترونات،//و A: المصعد ينتج الاشعة السينية ،//و C نظام تبريد)

- بواسطة تعجيل (تسريع) الجسيمات المشحونة وتكون عادة إلكترونات - وهذه تكوّن أشعة الكبح Bremsstrahlung التي تشكل طيفا مستمرا (أي خليط من الموجات الكهرومغناطيسية القصيرة والقصيرة جدا).
- أو عند انتقالات الإلكترون في غلاف الذرة أو الجزيئ من مستوي عال جدا للطاقة إلى مستوي منخفض. وهذه هي الاشعة السينية المتميزة بطول موجة معين، ويكون لها طاقة محددة.

وتستغل كلتا الحالتين في صمام الأشعة السينية، حيث تنشأ الإلكترونات عند المهبط المتوهج (فتيل متوهج مثل فتيل اللمبة) وتسرع ثم تصتدم بالمصعد الموجب الشحنة فتنكبح بشدة. وعندئذ تنتج الأشعة السينية وحرارة. 99 % من الطاقة الكهربائية المستخدمة تظهر على هيئة حرارة ليست مفيدة وفقط 1% من الطاقة يتحول إلى الأشعة السينية. ويحدث اصتدام الإلكترونات بإلكترونات ذرات معدن المصعد وتطيح بها خارج الذرة، ونظرا لأن الذرة لا تبقى طويلا خالية من أحد إلكتروناتها، فيمتلئ المكان الشاغر بإلكترون من خارج الذرة ويصدر مع هذا الانتقال شعاعا من الأشعة السينية ذا طول موجة محددة.
ويستخدم اليوم السيراميك كمادة للمصعد ويكون مكان اصتدام الإلكترونات عليه مغطى بالموليبدنوم أو بالنحاس أو بالتنجستن.

## خطورة الأشعة السينية

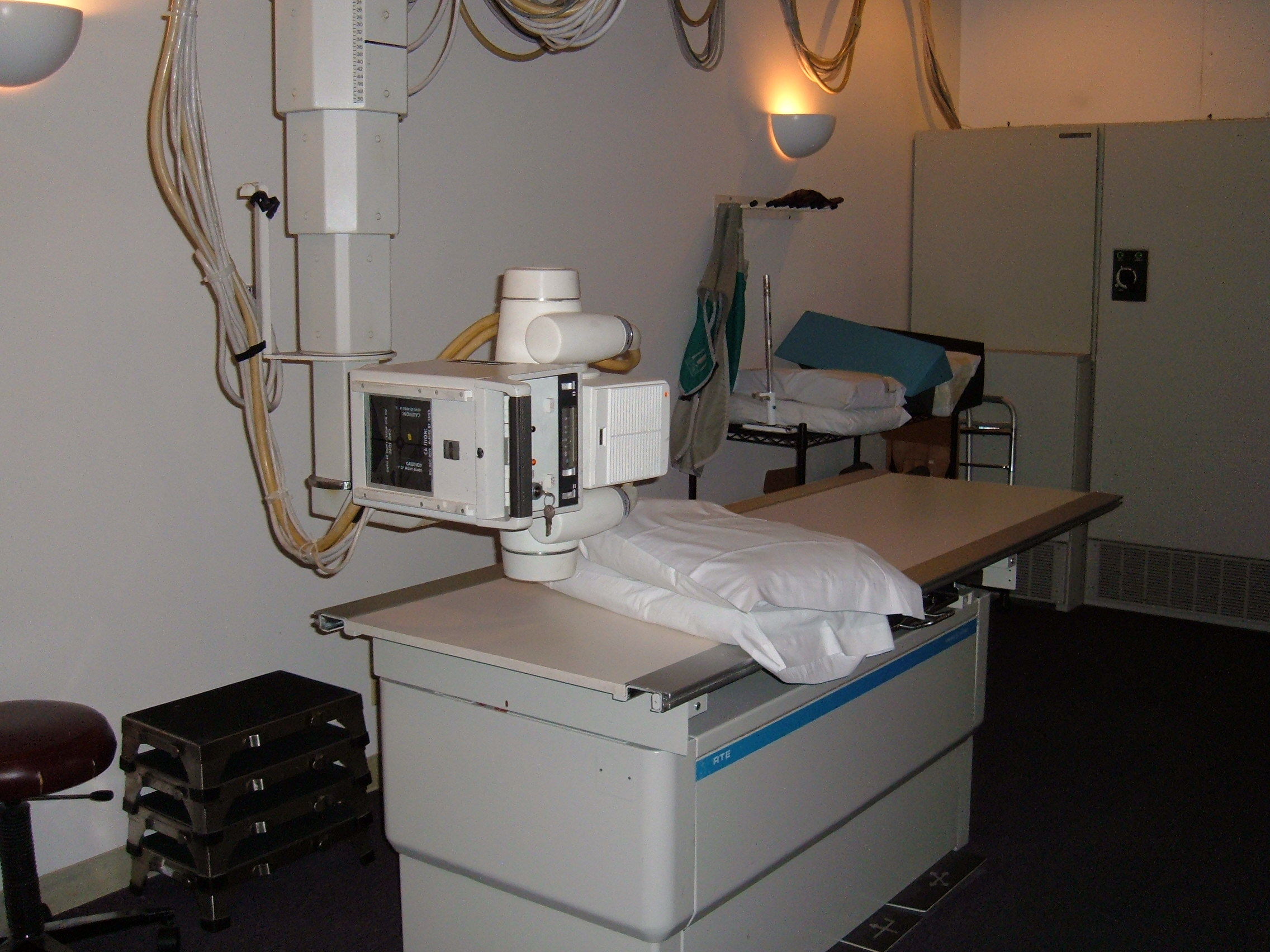
جهاز أشعة سينية للكشف الطبي ذو منضدة، يوضع لوح التصوير أسفل المنضدة وتسلط الأشعة على المريض من أعلى.

تنتمي الأسعة السينية إلى ألإشعاعات المؤينة. أي تسبب في تأين الوسط الذي تمر فيه وذلك بفصل بعض الإلكترونات في الذرات والجزيئات. فيمكنها إحداث تغيرات في الخلايا الحية قد تؤدي إلى المرض بالسرطان. ولذلك تضع الحكومات تعليمات وقوانين تتعلق باستعمال الأشعة السينية سواء في الطب أو في الصناعة، وتراقب اتباع تلك التعليمات وتعاقب المخالفين للتعليمات طبقا للقوانين الموضوعة في هذا الشأن.
ولكن تستعمل الأشعة السينية أيضا في مكافحة مرض السرطان بطريقة تركيز الأشعة السينية على الخلايا السرطانية. ويعتبر الحامض النووي DNA في الكائنات الحية حثاث جدا للأشعة السينية، حيث يتزايد إتلافه بتزايد امتصاصه تلك الاشعة. أي أن التعرض إلى جرعة صغيرة من تلك الأشعة مهما كانت صغيرة، يكمن فيها احتمال تحول إحدى الخلايا الحية إلى خلية سرطانية. ولهذا يؤخذ هذا الاحتمال لحدوث السرطان في الاعتبار عند استخدام الأشعة السينية في التشخيص أو في العلاج.
- وبصفة عامة يجب أن لا تتعرض المرأة الحامل للأشعة السينية على البدن، كما يجب الحذر جدا من استخدامها على الأطفال، وهي قد تسبب العقم عند الرجال والنساء إذا تعرضت الأجهزة التناسلية لها.

## تطبيقات
تستخدم تكنولوجيا الأشعة السينية كثيرا في مجال الكشف الصحي والعلاج، مثل الكشف على الكسور والأنسجة الجسمية الغليظة مثل الأورام. وفي مجالات أخرى غير المجال الطبي تستخدم الأشعة السينية في البحث عن متفجرات أو أسلحة في أمتعة المسافرين بالطائرات أو السفن. وكذلك لها استخدامات كثيرة في الصناعة وتحليل المواد (Xerographic Radiation).

## تطبيقات في الطب

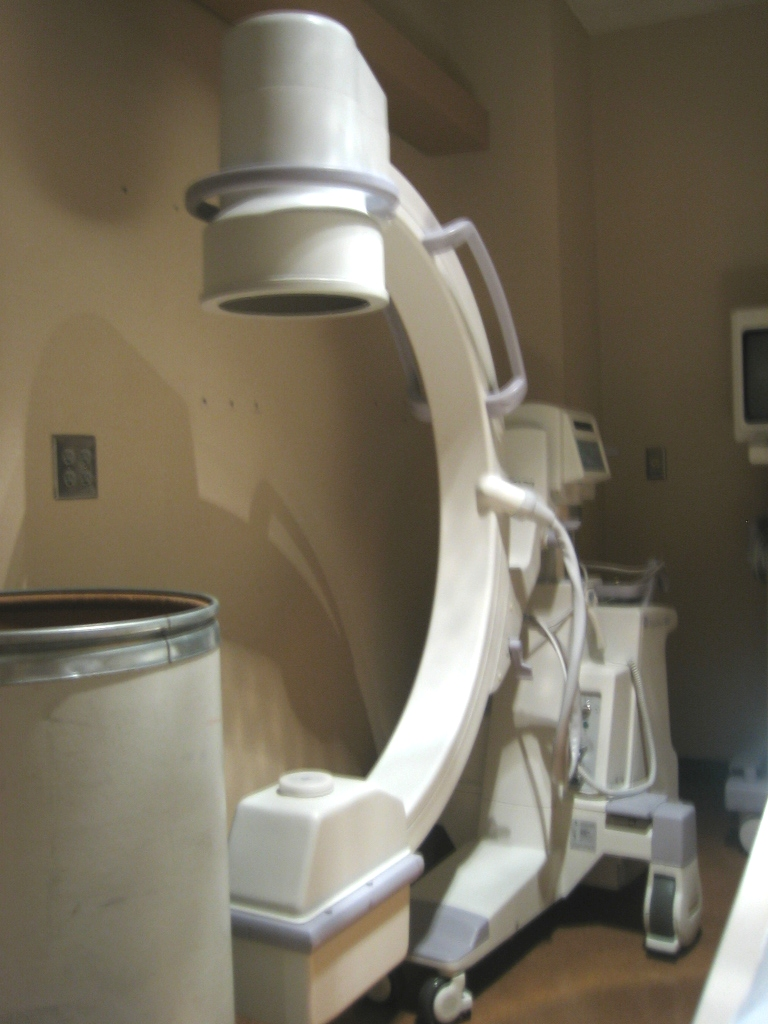
جهاز أشعة سينية متحرك

تستخدم الاشعة السينية في الطب في مجال الكشف والعلاج بالأشعة وكذلك في مجال الكشف على الأسنان. وهي طريقة تتم سريعا أيضا للحصول على صور لمناطق عميقة في الجسم وخاصة للكشف على العظام، حيث تفرق الاشعة السينية بوضوح بين العظام والأنسجة اللحمية. ويستغل التصوير بالأشعة السينية في الفحوص التالية :
- تصوير كامل أو جزئي للفك والأسنان orthopantomogram
- الكشف على الثديين لاكتشاف الأورام mammography
- الكشف عن الأورام بالتصوير الطبقي tomography

وهناك مجال آخر في الطب وهو استخدام الاشعة السينية في العلاج ومقاومة الأورام السرطانية، ولكن لا ينتمي هذا إلى مجال التصوير.
- وتستخدم الأشعة السينية المتألقة Fluoroscopy للكشف الآني للأوعية الدموية لمعرفة مواقع الانسداد angiography.
- وتستعمل طريقة باستخدام مركبات الباريوم barium enema للكشف على مشكلات الأمعاء الغليظة والأمعاء بصفة عامة.
- وتستعمل طريقة ابتلاع مركبات الباريوم أيضا barium swallow للكشف الآني على المريئ. والطريقة الآنية هنا تعني أن الطبيب يستطيع رؤية صور متحركة على شاشة أمامه تشبه شاشة التلفزيون.
- كذلك يستعان بالأشعة السينية الوميضية عند أخذ بعض عينات من الجسم بغرض تحليلها biopsy، حيث تساعد الطبيب عند أخذ العينة من المنطقة المراد أخذ العينة منها.

والأشعة السينية هي أشعة مؤينة شديدة النفاذية، ولهذا تستخدم آلات أشعة إكس لأخذ الصور لأجزاء الجسم ذات الكثافة العالية مثل العظام والأسنان. وذلك لأن العظام والأسنان تمتص تلك الأشعة أكثر من امتصاص الأنسجة اللحمية لها. ويتم التصوير في وقت قصير حيث تتخلل الاشعة السينية القادمة من المصدر الجسم ومنه إلى لوح فوتوغرافي. فتظهر المناطق التي امتصت جزءا كبيرا من الأشعة كظلال رمادية وتميل إلى اللون الأبيض. وتستخدم هذه الطريقة للكشف عن كسور العظام. أما في استخدام التصوير بالأشعة السينية المتألقة حيث يـُكشف على الجهاز الهضمي بالاستعانة بمادة ممتصة للأشعة مثل كبريتات الباريوم يبتلعها المريض، وتساعد على التفريق بين الأوعية الهضمية وما حولها من أنسجة.

## تطبيقات في الأمن

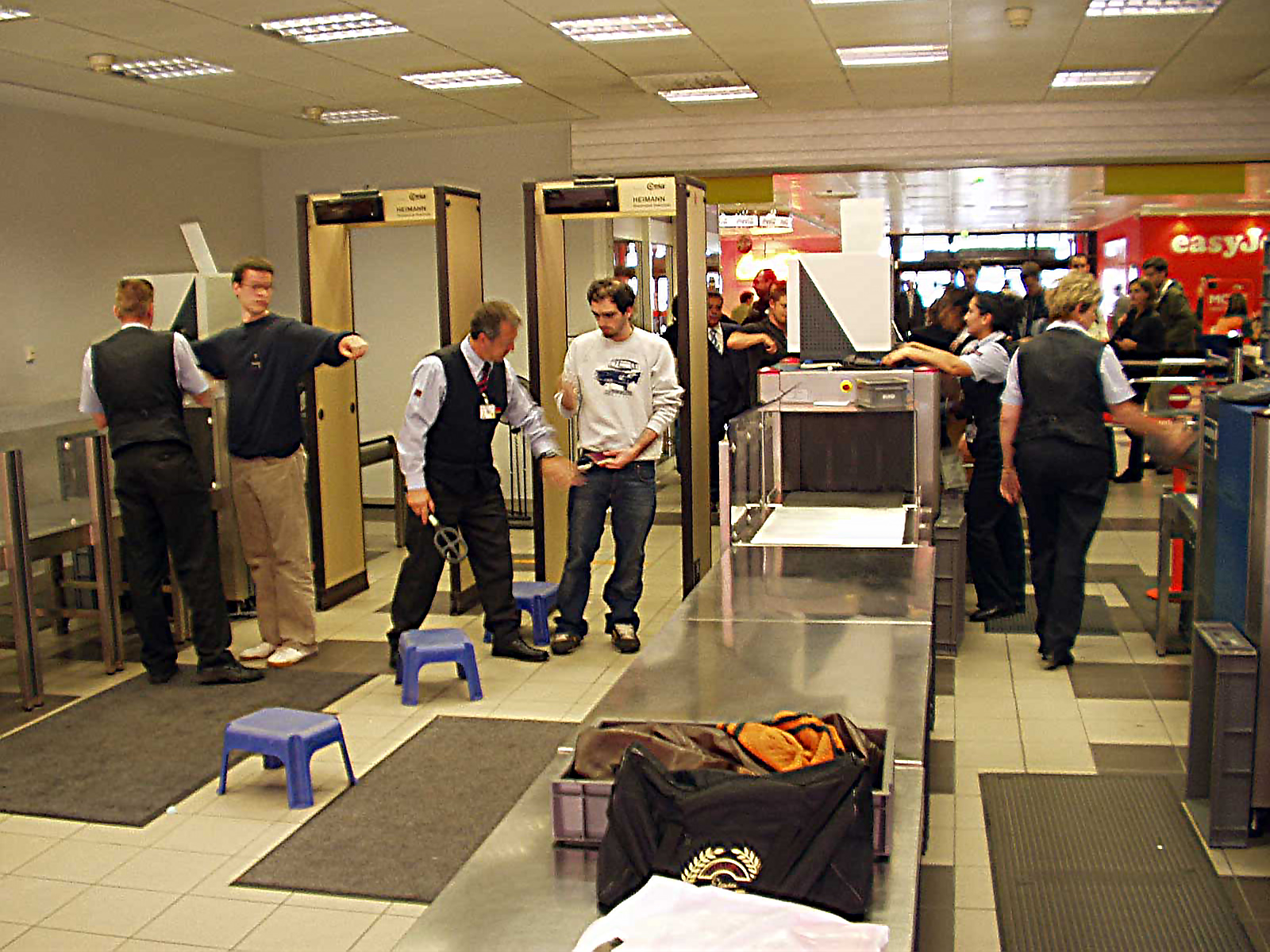
أجهزة فحص الأمتعة بأشعة إكس في المطارات.

وفي مجال التصوير تستعمل الأشعة السينية المتألقة Fluoroscopy والتي يقابلها المسافر بالطائرة عند الكشف على أمتعته في المطار قبل صعوده الطائرة.